# Хёкерот, Якоб Мартин Северинус
Якоб Мартин Северинус Хёкерот (нидерл. Jacob Martin Severinus Heuckeroth, обычно J. Martin S. Heuckeroth; 17 апреля 1853, Амстердам — 19 марта 1936, Амстердам) — нидерландский дирижёр.
Представитель музыкальной династии, связанной с амстердамским Парк-оркестром под руководством Виллема Стумпфа: Генрих Хёкерот (1836—1907) играл в нём на альте и контрабасе перед тем как перебраться в Гронинген в качестве тромбониста и военного дирижёра, Виллем Хёкерот (1840—1899) играл на тубе, а отец Мартина Хёкерота Якоб — на корнете.
Учился игре на скрипке у концертмейстера этого оркестра Карла Байера, затем у Яна Гржимали и Эммануэля Вирта. Теорию музыки и композицию изучал под руководством Якоба Кваста, Даниэля де Ланге и Якоба де ла Фуэнте.
В шестнадцатилетнем возрасте дебютировал как концертмейстер в Парк-оркестре. В 1889—1892 гг. работал в Хертогенбосе, дирижируя оркестром полиции и преподавая в музыкальной школе, в обязанности Хёкерота входило также сочинение маршей. Затем по приглашению Виллема Кеса недолгое время второй дирижёр в оркестре Консертгебау, но уже в 1893 году перебрался в Арнем, где встал во главе Арнемского оркестра, сменив Альберта Кваста. В обязанности Хёкерота входило дирижировать как симфоническими концертами, так и выступлениями духового оркестра, но вторым он по большей части пренебрегал. В области симфонических концертов руководство Хёкерота ознаменовалось рядом достижений, в том числе циклом концертов из всех симфоний Людвига ван Бетховена и первым в Нидерландах исполнением Третьей симфонии Густава Малера 17 октября 1903 года, за неделю до того, как в Амстердаме она прозвучала под управлением автора (Арнемский оркестр был усилен музыкантами из Утрехтского муниципального оркестра). Однако невнимание к духовой программе, пользовавшейся бо́льшим спросом публики, привело ко всё усиливающимся трениям с попечителями оркестра, и в 1904 году Хёкерот вышел в отставку, а на пост руководителя вернулся Альберт Кваст.
В 1904—1908 гг. вновь второй дирижёр Оркестра Консертгебау, теперь под началом Виллема Менгельберга. Затем руководил оперной труппой, базировавшейся в амстердамском Театре Рембрандта. В 1921—1923 гг. возглавлял недолго существовавший Амстердамский симфонический оркестр (нидерл. Amsterdamsch Symphonie Orkest), одновременно в 1922—1926 гг. работал с муниципальным оркестром Пюрмеренда.
Сын — Якоб Рихард Хёкерот (1885—1960), также дирижёр.